# Philippe Fauquet
Pour les articles homonymes, voir Fauquet.
Philippe Fauquet (Neuilly-sur-Seine, 7 novembre 1921 - Mort pour la France à Rouen le 12 octobre 1944) est un militaire français, Compagnon de la Libération à titre posthume par décret du 29 décembre 1944. Au début de la Seconde Guerre mondiale, trop jeune pour être mobilisé, il se porte cependant volontaire pour suivre une instruction militaire. Ne pouvant mener celle-ci à terme du fait de la défaite française, il décide de rallier la France libre et se retrouve affecté à la 1re compagnie d'infanterie de l'air avec laquelle, sous ses différentes appellations, il combattra durant toute la guerre jusqu'à sa mort accidentelle.

## Biographie

### Jeunesse et engagement
Philippe Fauquet naît le 7 novembre 1921 à Neuilly-sur-Seine, alors dans le département de la Seine
. Orphelin de père en 1934, il étudie à l'école Saint-Martin-de-France de Pontoise puis à l'Institution Notre-Dame de Sainte-Croix à Neuilly. Il passe la première partie de son baccalauréat en 1938 mais la suite de ses études est perturbée par le début de la Seconde Guerre mondiale.

### Seconde Guerre mondiale
Alors que sa famille s'est repliée sur Rouen en raison de l'avancée des troupes allemandes, Philippe Fauquet exprime le désir de combattre et s'inscrit dans un cours de préparation militaire. Il passe un premier examen à Rouen puis, son unité s'étant repliée le 19 juin 1940, un second à Dax. C'est là qu'il prend connaissance de l'appel du général de Gaulle et embarque pour l'Angleterre le 24 juin à Saint-Jean-de-Luz. Il s'engage dans les forces françaises libres et poursuit son instruction militaire au camp d'Aldershot. Alors qu'il suivait une formation d'officier, il apprend la création d'une unité parachutiste en septembre 1940 et demande à y être affecté aussitôt comme simple soldat. Il rejoint donc les rangs de la 1re compagnie d'infanterie de l'air (1re CIA) commandée par le capitaine Georges Bergé. Entraîné aux techniques de parachutisme et de commando à Ringway avec son unité, il obtient son brevet de parachutiste le 21 février 1941.
Passée sous commandement de l'armée de terre le 10 avril avec l'appellation de 1re compagnie parachutiste, l'unité de Philippe Fauquet embarque en juillet pour le Moyen-Orient. Elle devient alors le peloton parachutiste du Levant puis est renommée 1re compagnie de chasseurs parachutistes (1re CCP) des forces aériennes françaises libres après être repassée sous tutelle de l'armée de l'air. Basée dans un premier temps à Damas, la 1re CCP s'installe en janvier 1942 au camp de Kabret, sur les bords du canal de Suez. Promu caporal-chef, Fauquet se blesse lors d'un saut en parachute et est hospitalisé à Ismaïlia pendant quatre mois. Au mois de mai, il retrouve son unité qui entretemps a été intégrée au Special Air Service du major Stirling et renommée French Squadron.
Au début du mois de juin 1942, il participe à sa première opération dans le désert de Libye. Sous les ordres de l'aspirant Zirnheld et en compagnie de Victor Iturria il attaque l'aérodrome de Berka-3 près de Benghazi, contribuant à la destruction d'un grand nombre d'avions ennemis. Il réitère cette action le 11 juillet sur l'aérodrome de Daba, puis le 27 juillet sur celui de Sidi-Haneish où l'aspirant Zirnheld est tué. Promu sergent, il participe à la campagne de Tunisie en détruisant avec son unité les voies de communication utilisées par les Allemands en arrière de la ligne Mareth. À l'issue de cette opération, le French Squadron s'établit à Alger.
L'unité retrouve l'Angleterre en avril 1943 et se base à Camberley où elle prend, en juillet, l’appellation de 1er bataillon d'infanterie de l'air puis, en novembre, de 4e bataillon d'infanterie de l'air (4e BIA). Promu aspirant puis sous-lieutenant, Philippe Fauquet est entraîné pendant plusieurs mois avec son unité en vue des futures opérations sur le territoire français. Il est parachuté en Bretagne dans la nuit du 7 au 8 juin 1944 à proximité de Plédéliac. Malgré une fracture de la mâchoire subie à l'atterrissage, il parvient à remplir sa mission de sabotage sur la ligne de chemin de fer Paris-Brest. Caché dans la forêt de la Hunaudais, il trouve ensuite refuge chez des habitants du Gouray
.
Pendant tout l'été, il enchaîne les missions de sabotage et les séances d'instruction au profit des maquisards. Le 9 juillet 1944, alors qu'il attend un parachutage en compagnie d'autres résistants à Hénon, il se retrouve en butte à une attaque allemande mais, bien qu'encerclé dans une ferme en flamme, parvient à forcer le passage à la grenade et à s'échapper. Après avoir dû se cacher pendant quelque temps, il parvient au début du mois d'août à rejoindre l'armée américaine et participe à la libération de Saint-Brieuc. À la fin du mois d'août à Vannes, après plusieurs mois d'opérations clandestines, il retrouve son unité qui entre-temps est devenue le 2e régiment de chasseurs parachutistes. Dans les rangs de celui-ci, il prend part aux opérations de libération dans la région de Nantes et sur la côte Atlantique. À l'issue de ces opérations, le régiment se déplace vers le nord-est.
Le 12 octobre 1944, alors qu'il effectue une liaison à Rouen, Philippe Fauquet meurt dans un accident de jeep. Ses obsèques sont célébrées dans l'église Sainte-Madeleine de Rouen. Sur son acte de décès, il est dit être domicilié no 3 rue Oswaldo-Cruz à Paris.

## Décorations
|  |  |  |  |  |  |
|  |  |  |  |  |  |
|  |  |  |  |  |  |

| Chevalier de la Légion d'honneur | Chevalier de la Légion d'honneur | Compagnon de la Libération                       | Compagnon de la Libération                       | Médaille militaire                                   | Médaille militaire                                   |
| Croix de guerre 1939-1945        | Croix de guerre 1939-1945        | Médaille de la Résistance française Avec rosette | Médaille de la Résistance française Avec rosette | Médaille coloniale Avec agrafes "Libye" et "Tunisie" | Médaille coloniale Avec agrafes "Libye" et "Tunisie" |
| Military Cross (Royaume-Uni)     |                                  |                                                  |                                                  |                                                      |                                                      |